# Französische Rugby-Union-Meisterschaft 1978/79
Die Saison 1978/79 war die 80. Austragung der französischen Rugby-Union-Meisterschaft (französisch Championnat de France de rugby à XV). Sie umfasste 40 Mannschaften in der ersten Division (heutige Top 14), bestehend aus zwei Stärkeklassen.
Die Meisterschaft begann mit der Gruppenphase, bei der in vier Gruppen je zehn Mannschaften gegeneinander antraten. Jeweils die Erst- bis Siebtplatzierten qualifizierten sich für die Finalphase, während für die Acht- und Neuntplatzierten die Saison vorbei war; die Zehntplatzierten wiederum mussten in der folgenden Saison in der unteren Stärkeklasse spielen. Auch die untere Stärkeklasse bestand aus vier Gruppen mit je zehn Mannschaften. In dieser qualifizierten sich die Gruppensieger ebenfalls für die Finalphase. Es folgten Sechzehntel-, Achtel-, Viertel- und Halbfinale. Im Endspiel, das am 27. Mai 1979 im Parc des Princes in Paris stattfand, trafen die zwei Halbfinalsieger aufeinander und spielten um den Bouclier de Brennus. Dabei setzte sich der RC Narbonne gegen Stade Bagnérais durch und errang zum zweiten Mal den Meistertitel.

## Obere Stärkeklasse
|     | Team              | Siege | Unent. | Ndlg. | Spiel- punkte | Diff. | Tabellen- punkte |
| --- | ----------------- | ----- | ------ | ----- | ------------- | ----- | ---------------- |
| 01. | AS Béziers        | 14    | 1      | 3     | 426:159       | + 267 | 29               |
| 02. | RC Toulon         | 13    | 0      | 5     | 335:149       | + 186 | 26               |
| 03. | SC Graulhet       | 13    | 0      | 5     | 318:160       | + 158 | 26               |
| 04. | FC Oloron         | 11    | 1      | 6     | 363:209       | + 154 | 23               |
| 05. | Stade Bagnérais   | 11    | 0      | 7     | 379:215       | + 164 | 22               |
| 06. | Stade Rochelais   | 7     | 2      | 9     | 198:274       | − 76  | 16               |
| 07. | Stade Aurillacois | 7     | 0      | 11    | 290:320       | − 30  | 14               |
| 08. | FC Auch           | 6     | 1      | 11    | 174:282       | − 108 | 13               |
| 09. | US Thuir          | 4     | 2      | 12    | 119:380       | − 261 | 10               |
| 10. | UA Gaillac        | 0     | 1      | 17    | 102:556       | − 454 | 1                |

|     | Team                      | Siege | Unent. | Ndlg. | Spiel- punkte | Diff. | Tabellen- punkte |
| --- | ------------------------- | ----- | ------ | ----- | ------------- | ----- | ---------------- |
| 01. | USA Perpignan             | 12    | 0      | 6     | 355:150       | + 205 | 24               |
| 02. | CA Brive                  | 11    | 2      | 5     | 295:213       | + 82  | 24               |
| 03. | AS Montferrand            | 10    | 2      | 6     | 375:220       | + 155 | 22               |
| 04. | US Romans                 | 9     | 3      | 6     | 292:232       | + 60  | 21               |
| 05. | US Carcassonne            | 10    | 1      | 7     | 238:291       | − 53  | 21               |
| 06. | ES Avignon Saint-Saturnin | 9     | 1      | 8     | 280:253       | + 27  | 19               |
| 07. | US Bressane               | 9     | 1      | 8     | 224:231       | − 7   | 19               |
| 08. | Racing Club de France     | 8     | 1      | 9     | 226:197       | + 29  | 17               |
| 09. | US Montauban              | 5     | 1      | 12    | 186:342       | − 156 | 11               |
| 10. | SA Mauléon                | 1     | 0      | 17    | 83:425        | − 342 | 2                |

|     | Team               | Siege | Unent. | Ndlg. | Spiel- punkte | Diff. | Tabellen- punkte |
| --- | ------------------ | ----- | ------ | ----- | ------------- | ----- | ---------------- |
| 01. | Stade Toulousain   | 12    | 1      | 5     | 320:228       | + 92  | 25               |
| 02. | RRC Nice           | 11    | 1      | 6     | 351:183       | + 168 | 23               |
| 03. | SC Mazamet         | 10    | 1      | 7     | 182:280       | − 98  | 21               |
| 04. | FC Lourdes         | 9     | 2      | 7     | 304:208       | + 96  | 20               |
| 05. | Section Paloise    | 9     | 2      | 7     | 292:219       | + 73  | 20               |
| 06. | SU Agen            | 9     | 1      | 8     | 325:228       | + 97  | 19               |
| 07. | Stadoceste Tarbais | 7     | 2      | 9     | 232:218       | + 14  | 16               |
| 08. | SC Tulle           | 8     | 0      | 10    | 275:272       | + 3   | 16               |
| 09. | Castres Olympique  | 5     | 2      | 11    | 164:357       | − 193 | 12               |
| 10. | Stade Montois      | 4     | 0      | 14    | 194:446       | − 252 | 8                |

|     | Team                 | Siege | Unent. | Ndlg. | Spiel- punkte | Diff. | Tabellen- punkte |
| --- | -------------------- | ----- | ------ | ----- | ------------- | ----- | ---------------- |
| 01. | RC Narbonne          | 13    | 2      | 3     | 572:181       | + 391 | 28               |
| 02. | Biarritz Olympique   | 12    | 0      | 6     | 287:244       | + 43  | 24               |
| 03. | Aviron Bayonnais     | 11    | 0      | 7     | 411:266       | + 145 | 22               |
| 04. | US Dax               | 9     | 1      | 8     | 265:214       | + 51  | 19               |
| 05. | Valence Sportif      | 9     | 0      | 9     | 205:265       | − 60  | 18               |
| 06. | CS Bourgoin-Jallieu  | 8     | 2      | 8     | 228:345       | − 117 | 18               |
| 07. | Saint-Jean-de-Luz OR | 8     | 0      | 10    | 254:283       | − 29  | 16               |
| 08. | Boucau Stade         | 6     | 1      | 11    | 217:392       | − 175 | 13               |
| 09. | CA Bègles            | 6     | 0      | 12    | 259:262       | − 3   | 12               |
| 10. | US Tyrosse           | 4     | 2      | 12    | 223:469       | − 246 | 10               |

## Untere Stärkeklasse
Aus der unteren Stärkeklasse qualifizierten sich folgende Mannschaften für die Finalphase und stiegen gleichzeitig in die obere Stärkeklasse der Saison 1979/80 auf:
- FC Grenoble
- CA Périgueux
- USA Limoges
- Stade Montchaninois

## Finalphase

### 1/16-Finale
| Datum          | Begegnung                               | Ergebnis |
| -------------- | --------------------------------------- | -------- |
| 22. April 1979 | Stade Toulousain – CA Périgueux         | 18:10    |
| 22. April 1979 | Valence Sportif – Section Paloise       | 28:04    |
| 22. April 1979 | AS Montferrand – US Bressane            | 15:10    |
| 22. April 1979 | RC Toulon – CS Bourgoin-Jallieu         | 45:21    |
| 22. April 1979 | CA Brive – Stadoceste Tarbais           | 18:25    |
| 22. April 1979 | Aviron Bayonnais – Saint-Jean-de-Luz OR | 13:06    |
| 22. April 1979 | US Carcassonne – US Romans              | 18:06    |
| 22. April 1979 | RC Narbonne – USA Limoges               | 61:14    |
| 22. April 1979 | Biarritz Olympique – Stade Aurillacois  | 20:09    |
| 22. April 1979 | SC Mazamet – SU Agen                    | 03:20    |
| 22. April 1979 | SC Graulhet – US Dax                    | 19:12    |
| 22. April 1979 | USA Perpignan – FC Grenoble             | 04:04    |
| 22. April 1979 | AS Béziers – Stade Montchaninois        | 30:03    |
| 22. April 1979 | FC Lourdes – Stade Bagnérais            | 09:18    |
| 22. April 1979 | FC Oloron – Stade Rochelais             | 03:0     |
| 22. April 1979 | RRC Nice – ES Avignon Saint-Saturnin    | 17:13    |

### Achtelfinale
| Datum          | Begegnung                             | Ergebnis |
| -------------- | ------------------------------------- | -------- |
| 29. April 1979 | Stade Toulousain – Valence Sportif    | 07:03    |
| 29. April 1979 | AS Montferrand – RC Toulon            | 21:14    |
| 29. April 1979 | Stadoceste Tarbais – Aviron Bayonnais | 10:29    |
| 29. April 1979 | US Carcassonne – RC Narbonne          | 12:21    |
| 29. April 1979 | Biarritz Olympique – SU Agen          | 17:21    |
| 29. April 1979 | SC Graulhet – FC Grenoble             | 16:10    |
| 29. April 1979 | AS Béziers – Stade Bagnérais          | 06:09    |
| 29. April 1979 | FC Oloron – RRC Nice                  | 22:23    |

### Viertelfinale
| Datum       | Begegnung                         | Ergebnis |
| ----------- | --------------------------------- | -------- |
| 6. Mai 1979 | Stade Toulousain – AS Montferrand | 10:12    |
| 6. Mai 1979 | Aviron Bayonnais – RC Narbonne    | 07:18    |
| 6. Mai 1979 | SU Agen – SC Graulhet             | 13:09    |
| 6. Mai 1979 | Stade Bagnérais – RRC Nice        | 14:10    |

### Halbfinale
| Datum        | Begegnung                    | Ergebnis |
| ------------ | ---------------------------- | -------- |
| 13. Mai 1979 | AS Montferrand – RC Narbonne | 09:19    |
| 13. Mai 1979 | SU Agen – Stade Bagnérais    | 09:25    |

### Finale
| 27. Mai 1979 | RC Narbonne                                    | 10 : 0         | Stade Bagnérais | Parc des Princes, Paris Zuschauer: 41.981 Schiedsrichter: Francis Palmade |
| 27. Mai 1979 | Versuche: Trallero (1) Straftritte: Pariès (2) | (10:0) Bericht |                 | Parc des Princes, Paris Zuschauer: 41.981 Schiedsrichter: Francis Palmade |

Aufstellungen
RC Narbonne:

Startaufstellung: Jean-Michel Benacloï, Didier Codorniou, Guy Colomine, Henri Ferrero, Yves Malquier, Guy Martinez, Alain Montlaur, Lucien Pariès, Michel Ponçot, Guy Ramon, Patrick Salas, Pierre Salettes, François Sangalli, Claude Spanghero, Christian Trallero

Auswechselspieler: Pierre Bouisset, André Maratuech, Francis Monros, Joseph Provenzale, Daniel Trévisan
Stade Bagnérais:

Startaufstellung: Jean-Michel Aguirre, Roland Anton, Gérard Ara, Roland Bertranne, André Cazenave, Yves Duhard, Claude Frutos, Jean-François Gourdon, Michel Laguerre-Basse, Serge Landais, Adrien Mournet, Claude Pourtal, Pierre Rispal, Antranik Torossian, Michel Urtizverea

Auswechselspieler: Michel Aragnouet, Gérard Chevallier, Pierre Domec, Francis Meirhaegue, René Vergez